# Ta mère
Cet article possède des paronymes, voir Tamèrantong !, Éditions de Ta Mère, Ma mère et Sa mère.
Pour l’article homonyme, voir Ta mère (film).
Pour la technique de laboratoire, voir TAMERE.

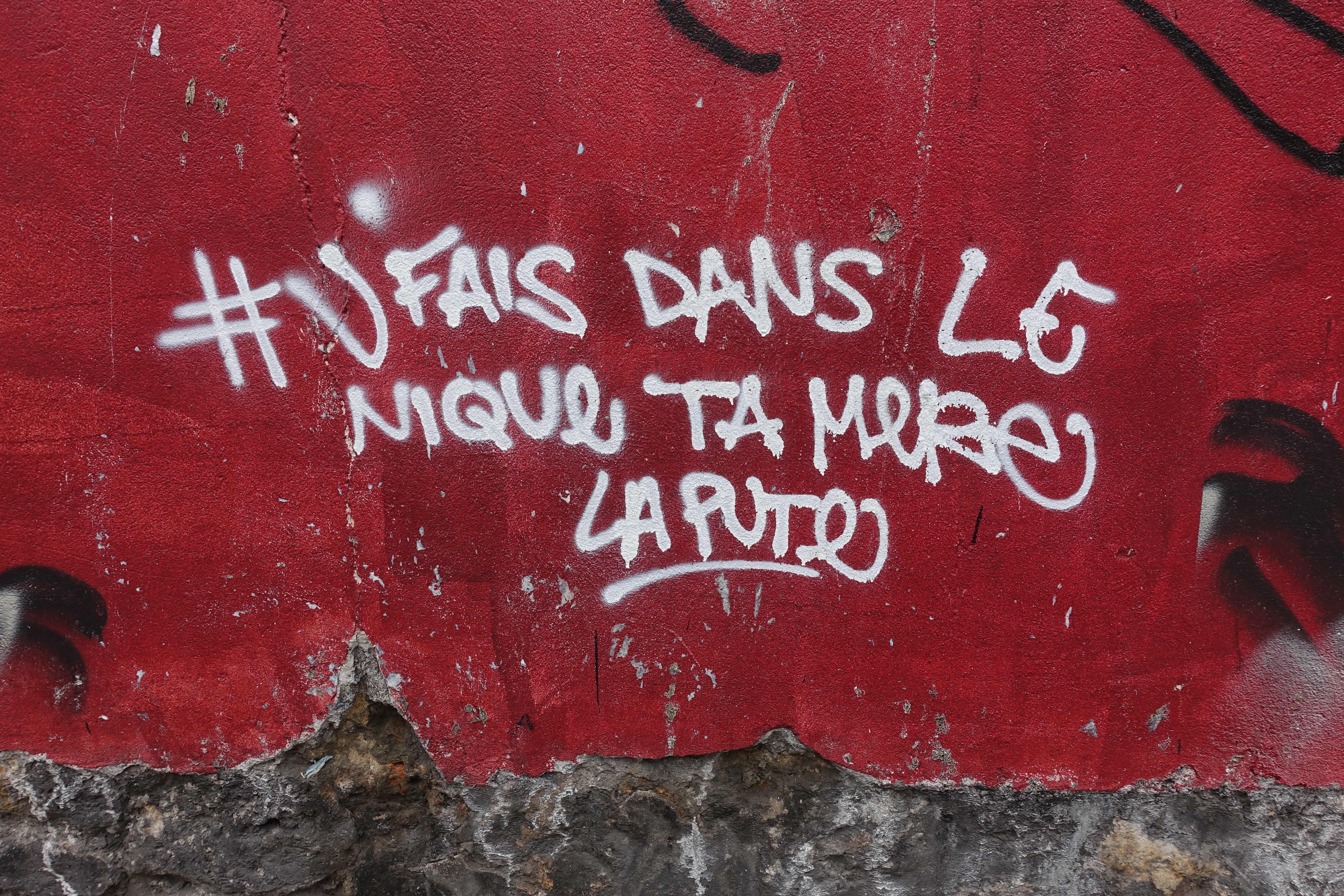
Un graffiti à Paris.

Ta mère  est une plaisanterie essentiellement utilisée comme insulte, comme interjection ou dans le cadre d'une joute oratoire. La formulation est attestée au début du XXe siècle dans les pratiques discursives des communautés noires américaines.

## Approches sociolinguistique et psycholinguistique
Ta mère peut être catégorisé, de façon ambivalente, selon le contexte, comme une insulte ou comme une vanne (propos désobligeant, fantaisiste, une répartie spirituelle souvent moqueuse) qui, elle, n’a pas pour finalité d’offenser irrémédiablement celui à qui elles sont adressées.  
Les références à la mère sont le plus souvent désémantisées et ritualisées. Elles sont figées et ne visent pas directement la mère de celui qui est vanné. Ta mère, comme d'autres vannes de même nature, fait l'objet d'une surexploitation, et se comprend comme une réalisation de l’opposition entre des adolescents et la classe moyenne, les vannes n’étant « bonnes » que si elles choquent les locuteurs tendant vers la norme. L'expression peut parfois être produite hors du cadre des insultes ou des vannes avec une valeur de figement : « comment il pleuvait sa mère c’était trop, je me suis fait piquer sa mère », c'est un phatique ponctuant le discours.
Willam Labov atteste dans son ouvrage Language in the Inner City (1972) de l'existence de vannes impliquant les parents dès les années 1940-1950 (elles ont alors une forme rimée) notamment à Chicago, utilisées oralement par la communauté noire américaine. Labov décrit l'insulte rituelle comme une pratique discursive, mettant le plus souvent deux personnes en confrontation, qui échangent des coups, des insultes pouvant être a priori considérées comme très violentes, toutefois sans qu'aucun des deux participants ne se sente véritablement insulté. Si l'un s'estimait tout à coup insulté, cela consacrerait la victoire de l'adversaire et le jeu verbal deviendrait un combat physique.
La vanne ta mère prend également son sens à la lumière de la littérature scientifique anglophone sur les dozens ou dirty dozens de la communauté noire américaine, qui sont des joutes verbales où ta mère a une place centrale. Selon Claudine Moïse, « quand les jeunes Noirs doivent quitter le monde de la mère et entrer dans celui des hommes, ils apprennent à trouver leur position dans le groupe et à affirmer leur virilité en mettant en scène la mère d’autrui. Par la parole et les jeux interactionnels, ils mettent à l’épreuve leur force virile, vannent et placent l’adversaire dans une position basse, dans un rôle passif, non viril. ».
Dans sa version francophone, l'expression est, de façon générale, utilisée dans les espaces urbains dits « sensibles » par des adolescents issus de l'immigration francophone,.

## Équivalents dans d'autres langues-cultures
- l'équivalent en anglais : Yo mama, Your mum ou Your mom.
- La variante arabisante « نكوموك (Nikomouk) » utilisée par NTM dans leurs paroles (dans Seine Saint-Denis Style par exemple) fait référence à la même insulte en arabe : nâl dine oumouk ou nik ommok
- L'équivalent chinois est tāmāde (他妈的 ; 妈/mā = mère)[8] ou cao ni ma (肏你妈), quasi-homophone de Cheval de l'herbe et de la boue (草泥马). Il ne s'agit pas là d'un élément d'insulte rituelle mais d'un mème de mouvements contestataires.

En Afrique de l'Ouest, il existe un phénomène d'insulte rituelle similaire, la parenté à plaisanterie.

## Autres utilisations de l'expression
Arthur, animateur à la télévision et à la radio française, est l'auteur de plusieurs recueils de ce type de blagues dont notamment : Ta mère, Ta mère T02 la réponse, Ta mère la revanche, Ta mère la totale, Les interdits de ta mère, Ta mère a 10 ans.
L'expression est utilisée dans le titre d'un film de Djamel Bensalah avec Jamel Debbouze : Le Ciel, les Oiseaux et... ta mère !